# نخستین اجلاس اکو
نخستین اجلاس اکو (انگلیسی: 1st ECO Summit) اولین اجلاس سران سازمان همکاری اقتصادی بود که از ۱۶ تا ۱۷ فوریه در تهران برگزار شد. در این اجلاس اعضای این گروه از پذیرش اعضای جدید شامل جمهوری آذربایجان، ترکمنستان، ازبکستان، تاجیکستان و قرقیزستان و همچنین همکاری در فعالیت‌های اقتصادی، فرهنگی و فنی با قبرس شمالی استقبال کردند.

## شرکت‌کنندگان
| کشورهای عضو اکو دولت و رهبر میزبان در جدول برجسته نشان داده شده‌اند. |                  |                          |                   |
| کشور                                                                | کشور             | نماینده                  | عنوان             |
| ایران                                                               | ایران            | اکبر هاشمی رفسنجانی      | رئیس‌جمهور         |
| پاکستان                                                             | پاکستان          | نواز شریف                | نخست‌وزیر          |
| ترکیه                                                               | ترکیه            | تورگوت اوزال             | رئیس‌جمهور         |
| جمهوری آذربایجان                                                    | جمهوری آذربایجان | ایاز مطلب‌اف              | رئیس‌جمهور         |
| ترکمنستان                                                           | ترکمنستان        | صفرمراد نیازف            | رئیس‌جمهور         |
| قزاقستان                                                            | قزاقستان         | بایکنف                   | قائم‌مقام نخست‌وزیر |
| قرقیزستان                                                           | قرقیزستان        | ارکیبایف                 | قائم‌مقام نخست‌وزیر |
| ازبکستان                                                            | ازبکستان         | یولدشوف شوکات محیدینوویچ | رئیس شورای عالی   |
| تاجیکستان                                                           | تاجیکستان        | لکیم کایو اف             | وزیر امور خارجه   |